# Copidosoma herbaceum
Copidosoma herbaceum är en stekelart som beskrevs av Mercet 1921. Copidosoma herbaceum ingår i släktet Copidosoma och familjen sköldlussteklar. Arten är reproducerande i Sverige. Inga underarter finns listade i Catalogue of Life.